# Luka Ivanušec
Luka Ivanušec (Varaždin, 26 novembre 1998) è un calciatore croato, centrocampista del Feyenoord in prestito al PAOK e della nazionale croata.

## Carriera

### Club

#### Inizi e Lokomotiva Zagabria
Inizia a giocare a calcio nel Varaždin, squadra della sua città natale, rimanendovi fino ai 17 anni, al 2015, quando passa alla Lokomotiva Zagabria. Viene inizialmente inserito nelle giovanili, e il 20 dicembre 2015 esordisce in prima squadra, entrando all' 85' nel 3-0 sul campo dello Slaven Belupo in campionato. La stagione successiva gioca con regolarità, trovando il primo gol in carriera il 3 dicembre 2016, nella vittoria per 1-4 in trasferta contro il Cibalia in 1. HNL, quando realizza il 3-0 al 73'.

#### Dinamo Zagabria
Il 19 agosto 2019 firma un contratto quinquennale con la Dinamo Zagabria. Con i Modri debutta il 31 agosto nel derby di campionato perso per 1-0 contro l'Hajduk Spalato al Poljud. Il 6 novembre segna la sua prima rete con la Dinamo nella partita contro lo Šachtar valida per i gironi di Champions League.

#### Feyenoord
Il 25 agosto 2023 viene acquistato dal Feyenoord. Trascorre due anni in Olanda nei quali vince una Coppa dei Paesi Bassi (2023-2024) ed una Supercoppa dei Paesi Bassi (2024).
Prestito in Grecia al PAOK
Il 13 luglio 2025 passa in prestito al PAOK Salonicco.

### Nazionale
Nel 2015 inizia a giocare nelle nazionali giovanili croate, partecipando al Mondiale Under-17 in Cile, dove trova 5 presenze e 1 gol, venendo eliminato ai quarti di finale dal Mali, poi finalista perdente. L'anno successivo gioca con l'Under-19 l'Europeo in Germania, disputando tutte e tre le partite del girone, dove viene eliminato. A inizio 2017 debutta in Nazionale maggiore, in un tour di amichevoli in Cina, giocando la prima partita l'11 gennaio 2017 a Nanning contro il Cile, sfida terminata 1-1 nella quale entra al 90', e segnando la prima rete tre giorni dopo, il 14 gennaio, sempre a Nanning contro i padroni di casa della Cina, un altro pareggio per 1-1 nel quale gioca titolare e porta momentaneamente in vantaggio la sua squadra al 36'. Con i Mali Vatreni partecipa all'Europeo U-21 2021 segnando due reti di cui un rigore ai quarti di finale contro il Portogallo, a fine competizione viene inserito nella squadra del torneo.

## Statistiche

### Presenze e reti nei club
Statistiche aggiornate al 20 maggio 2021.
| Stagione                   | Squadra                    | Campionato                 | Campionato | Campionato | Coppe nazionali | Coppe nazionali | Coppe nazionali | Coppe continentali | Coppe continentali | Coppe continentali | Altre coppe | Altre coppe | Altre coppe | Totale | Totale | Totale |
| Stagione                   | Squadra                    | Comp                       | Pres       | Reti       | Comp            | Pres            | Reti            | Comp               | Pres               | Reti               | Comp        | Pres        | Reti        | Pres   | Reti   |        |
| -------------------------- | -------------------------- | -------------------------- | ---------- | ---------- | --------------- | --------------- | --------------- | ------------------ | ------------------ | ------------------ | ----------- | ----------- | ----------- | ------ | ------ | ------ |
| 2015-2016                  | Lokomotiva Zagabria        | 1. HNL                     | 1          | 0          | CC              | 0               | 0               | UEL                | -                  | -                  | -           | -           | -           | 1      | 0      |        |
| 2016-2017                  | Lokomotiva Zagabria        | 1. HNL                     | 22         | 1          | CC              | 3               | 0               | UEL                | 4                  | 0                  | -           | -           | -           | 29     | 1      |        |
| 2017-2018                  | Lokomotiva Zagabria        | 1. HNL                     | 21         | 1          | CC              | 2               | 1               | -                  | -                  | -                  | -           | -           | -           | 23     | 2      |        |
| 2018-2019                  | Lokomotiva Zagabria        | 1.HNL                      | 31         | 6          | CC              | 1               | 0               | -                  | -                  | -                  | -           | -           | -           | 32     | 6      |        |
| ago.2019                   | Lokomotiva Zagabria        | 1.HNL                      | 3          | 1          | CC              | -               | -               | -                  | -                  | -                  | -           | -           | -           | 3      | 1      |        |
| Totale Lokomotiva Zagabria | Totale Lokomotiva Zagabria | Totale Lokomotiva Zagabria | 78         | 9          |                 | 6               | 1               |                    | 4                  | 0                  |             | -           | -           | 88     | 10     |        |
| 2019-2020                  | Dinamo Zagabria            | 1.HNL                      | 24         | 4          | CC              | 1               | 0               | UCL                | 4                  | 1                  | -           | -           | -           | 29     | 5      |        |
| 2020-2021                  | Dinamo Zagabria            | 1.HNL                      | 30         | 7          | CC              | 5               | 1               | UCL+UEL            | 2+11               | 0+1                | -           | -           | -           | 48     | 9      |        |
| 2021-2022                  | Dinamo Zagabria            | 1.HNL                      | 27         | 3          | CC              | 2               | 0               | UCL+UEL            | 7+6                | 1+1                | -           | -           | -           | 42     | 5      |        |
| 2022-2023                  | Dinamo Zagabria            | 1.HNL                      | 33         | 12         | CC              | 2               | 1               | UCL                | 12                 | 0                  | SC          | 1           | 0           | 48     | 13     |        |
| lug.-ago. 2023             | Dinamo Zagabria            | 1.HNL                      | 3          | 1          | CC              | 0               | 0               | UCL+UEL            | 3+1                | 3+1                | SC          | 1           | 0           | 8      | 5      |        |
| Totale Dinamo Zagabria     | Totale Dinamo Zagabria     | Totale Dinamo Zagabria     | 117        | 27         |                 | 10              | 2               |                    | 46                 | 8                  |             | 2           | 0           | 175    | 37     |        |
| 2023-2024                  | Feyenoord                  | E                          | 24         | 3          | CO              | 3               | 0               | UCL+UEL            | 5+2                | 0+0                | -           | -           | -           | 34     | 3      |        |
| Totale carriera            | Totale carriera            | Totale carriera            | 219        | 39         |                 | 19              | 3               |                    | 57                 | 8                  |             | 2           | 0           | 297    | 50     |        |

### Cronologia presenze e reti in nazionale
| Cronologia completa delle presenze e delle reti in nazionale ― Croazia | Cronologia completa delle presenze e delle reti in nazionale ― Croazia | Cronologia completa delle presenze e delle reti in nazionale ― Croazia | Cronologia completa delle presenze e delle reti in nazionale ― Croazia | Cronologia completa delle presenze e delle reti in nazionale ― Croazia | Cronologia completa delle presenze e delle reti in nazionale ― Croazia | Cronologia completa delle presenze e delle reti in nazionale ― Croazia | Cronologia completa delle presenze e delle reti in nazionale ― Croazia |
| Data                                                                   | Città                                                                  | In casa                                                                | Risultato                                                              | Ospiti                                                                 | Competizione                                                           | Reti                                                                   | Note                                                                   |
| ---------------------------------------------------------------------- | ---------------------------------------------------------------------- | ---------------------------------------------------------------------- | ---------------------------------------------------------------------- | ---------------------------------------------------------------------- | ---------------------------------------------------------------------- | ---------------------------------------------------------------------- | ---------------------------------------------------------------------- |
| 11-1-2017                                                              | Nanning                                                                | Cile                                                                   | 1 – 1 dts (4 – 1 dtr)                                                  | Croazia                                                                | Amichevole                                                             | -                                                                      | 90’                                                                    |
| 14-1-2017                                                              | Nanning                                                                | Cina                                                                   | 1 – 1 dts (4 – 3 dtr)                                                  | Croazia                                                                | Amichevole                                                             | 1                                                                      | 80’                                                                    |
| 18-6-2021                                                              | Glasgow                                                                | Croazia                                                                | 1 – 1                                                                  | Rep. Ceca                                                              | Euro 2020 - 1º turno                                                   | -                                                                      | 46’                                                                    |
| 22-6-2021                                                              | Glasgow                                                                | Croazia                                                                | 3 – 1                                                                  | Scozia                                                                 | Euro 2020 - 1º turno                                                   | -                                                                      | 76’                                                                    |
| 28-6-2021                                                              | Copenaghen                                                             | Croazia                                                                | 3 – 5 dts                                                              | Spagna                                                                 | Euro 2020 - Ottavi di finale                                           | -                                                                      | 114’                                                                   |
| 1-9-2021                                                               | Mosca                                                                  | Russia                                                                 | 0 – 0                                                                  | Croazia                                                                | Qual. Mondiali 2022                                                    | -                                                                      | 70’                                                                    |
| 4-9-2021                                                               | Bratislava                                                             | Slovacchia                                                             | 0 – 1                                                                  | Croazia                                                                | Qual. Mondiali 2022                                                    | -                                                                      | 55’                                                                    |
| 7-9-2021                                                               | Spalato                                                                | Croazia                                                                | 3 – 0                                                                  | Slovenia                                                               | Qual. Mondiali 2022                                                    | -                                                                      | 76’                                                                    |
| 8-10-2021                                                              | Larnaca                                                                | Cipro                                                                  | 0 – 3                                                                  | Croazia                                                                | Qual. Mondiali 2022                                                    | -                                                                      | 84’                                                                    |
| 11-10-2021                                                             | Osijek                                                                 | Croazia                                                                | 2 – 2                                                                  | Slovacchia                                                             | Qual. Mondiali 2022                                                    | -                                                                      | 46’                                                                    |
| 10-6-2022                                                              | Copenaghen                                                             | Danimarca                                                              | 0 – 1                                                                  | Croazia                                                                | UEFA Nations League 2022-2023 - 1º turno                               | -                                                                      | 46’                                                                    |
| 28-3-2023                                                              | Bursa                                                                  | Turchia                                                                | 0 – 2                                                                  | Croazia                                                                | Qual. Euro 2024                                                        | -                                                                      | 90+2’                                                                  |
| 14-6-2023                                                              | Rotterdam                                                              | Paesi Bassi                                                            | 2 – 4 dts                                                              | Croazia                                                                | UEFA Nations League 2022-2023 - Semifinale                             | -                                                                      | 79’                                                                    |
| 18-6-2023                                                              | Rotterdam                                                              | Croazia                                                                | 0 – 0 dts (4 – 5 dtr)                                                  | Spagna                                                                 | UEFA Nations League 2022-2023 - Finale                                 | -                                                                      | 78’                                                                    |
| 8-9-2023                                                               | Fiume                                                                  | Croazia                                                                | 5 – 0                                                                  | Lettonia                                                               | Qual. Euro 2024                                                        | 1                                                                      |                                                                        |
| 11-9-2023                                                              | Erevan                                                                 | Armenia                                                                | 0 – 1                                                                  | Croazia                                                                | Qual. Euro 2024                                                        | -                                                                      | 74’                                                                    |
| 18-11-2023                                                             | Riga                                                                   | Lettonia                                                               | 0 – 2                                                                  | Croazia                                                                | Qual. Euro 2024                                                        | -                                                                      | 61’                                                                    |
| 21-11-2023                                                             | Zagabria                                                               | Croazia                                                                | 1 – 0                                                                  | Armenia                                                                | Qual. Euro 2024                                                        | -                                                                      | 46’                                                                    |
| 23-3-2024                                                              | Il Cairo                                                               | Tunisia                                                                | 0 – 0 (4 – 5 dtr)                                                      | Croazia                                                                | Amichevole                                                             | -                                                                      | 68’                                                                    |
| 3-6-2024                                                               | Fiume                                                                  | Croazia                                                                | 3 – 0                                                                  | Macedonia del Nord                                                     | Amichevole                                                             | -                                                                      | 55’                                                                    |
| 8-6-2024                                                               | Oeiras                                                                 | Portogallo                                                             | 1 – 2                                                                  | Croazia                                                                | Amichevole                                                             | -                                                                      | 75’ 90+1’                                                              |
| 24-6-2024                                                              | Lipsia                                                                 | Croazia                                                                | 1 – 1                                                                  | Italia                                                                 | Euro 2024 - 1º turno                                                   | -                                                                      | 70’ 73’                                                                |
| Totale                                                                 |                                                                        | Presenze                                                               | 22                                                                     |                                                                        | Reti                                                                   | 2                                                                      |                                                                        |

## Palmarès

### Club

#### Competizioni nazionali
- Campionato croato: 4

Dinamo Zagabria: 2019-2020, 2020-2021, 2021-2022, 2022-2023
- Supercoppa di Croazia: 3

Dinamo Zagabria: 2019, 2022, 2023
- Coppa di Croazia: 1

Dinamo Zagabria: 2020-2021
- Coppa dei Paesi Bassi: 1

Feyenoord: 2023-2024
- Supercoppa dei Paesi Bassi: 1

Feyenoord: 2024

### Individuale
- Squadra del torneo degli Europei Under-21: 1

Ungheria-Slovenia 2021